# Renata Lewandowska
Renata Lewandowska (ur. 27 grudnia 1947 w Świebodzicach) – polska piosenkarka, artysta plastyk. Występowała jako solistka oraz z zespołami: Quorum i Grupa I (Grupa &).

## Życiorys
Renata Lewandowska zaczęła śpiewać w 1964 r. jako uczennica Liceum Plastycznego w Częstochowie, występując z powodzeniem w lokalnych konkursach wokalnych.
Podczas studiów na Wydziale Architektury Wnętrz Akademii Sztuk Pięknych w Warszawie (1966-1972) uczestniczyła w wielu przeglądach i festiwalach piosenkarskich, m.in. wystąpiła na Festiwalu Piosenki Radzieckiej w Zielonej Górze (1968) i na festiwalu studenckim „FAMA 69” w Świnoujściu, gdzie otrzymała nagrodę za „kulturę wykonawczą” prezentowanych przez siebie piosenek. W tym czasie zaangażowała się w działalność ruchu studenckiego skupionego wokół warszawskich klubów Hybrydy i Medyk, oraz działającego tam Studia Piosenki Rh− prowadzonego przez kompozytora Jana Pileckiego, z którego piosenkami zdobyła jedną z głównych nagród na IX Kiermaszu Piosenki Studenckiej w Warszawie, a w lutym 1970 roku nagrodę za debiut na „Zimowej Giełdzie Piosenki Studenckiej” w Opolu.
Zauważona przez kompozytora Juliusza Loranca dołączyła do prowadzonego przez niego zespołu Quorum. Z grupą tą wystąpiła podczas VIII Krajowego Festiwalu Piosenki Polskiej w Opolu w 1970 r., a wykonana przez nią piosenka Ach co to był za ślub (muz. Józef Sikorski, słowa Wojciech Młynarski) zdobyła nagrodę Przewodniczącego Komitetu ds. Radia i Telewizji. W 1971 r. także jako jedna z wokalistek grupy Quorum wystąpiła z nią w filmach „Milion za Laurę” (reż. Hieronim Przybył) i „Pięć i pół Bladego Józka” (reż. Henryk Kluba).
Po rozpadzie Quorum, R. Lewandowska rozpoczęła karierę solową. W 1972 r. na X Krajowym Festiwalu Piosenki Polskiej w Opolu, w koncercie „Debiuty”, zaśpiewała piosenkę Olbrzymi twój cień (muz. Juliusz Loranc, słowa Jonasz Kofta), wyróżnioną nagrodą specjalną Przewodniczącego WRN Karola Musioła.
W rezultacie współpracy piosenkarki z kompozytorem J. Lorancem i autorami tekstów J. Koftą i Ryszardem Markiem Grońskim powstało kilka solowych piosenek wokalistki nagranych dla Polskiego Radia – m.in. Magia szos, Niestałość czy Czas pożegnań. J. Loranc przy nagrywaniu tych utworów utworzył grupę wokalną towarzyszącą Renacie Lewandowskiej pod nazwą Grupą & (Grupa And). R. Lewandowska i zespół wystąpili jako Grupa I podczas XII KFPP '74 w Opolu z piosenką „Radość o poranku”, wyróżnioną nagrodą Ministra Kultury i Sztuki. Ostatnim utworem nagranym z Grupą & była Kropelka egoizmu (słowa: Agnieszka Osiecka) – piosenka była częścią spektaklu telewizyjnego Emancypantki (reż. Adam Hanuszkiewicz).
W latach 1975–1976 współpracowała z kompozytorem Waldemarem Parzyńskim (Novi Singers). W efekcie tej współpracy powstały piosenki nagrane następnie dla Polskiego Radia: Kochaj tę dziewczynę, Lato tego roku i Nawet nie wiemy czy była to miłość (wszystkie utwory autorstwa: muz. W. Parzyński, słowa: R.M. Groński).
W 1975 r. R. Lewandowska podczas XIII KFPP w Opolu zaśpiewała piosenkę Zaczynajcie beze mnie (muz. J. Loranc, słowa A. Osiecka).
W 1977 r. wokalistka wystąpiła na XV KFPP w Opolu z piosenką Nie myśl kochanie o tym jak mogło być (muz. J. Loranc, muz. Jonasz Kofta). Na tym samym festiwalu w koncercie „Nastroje, nas troje” zaśpiewała piosenkę pt. Po prostu jestem (muz. Adam Sławiński, słowa Wojciech Młynarski).
W 1978 r. wystąpiła na XIII Międzynarodowym Festiwalu Piosenki „Bratysławska Lira”. W tym samym roku wydawnictwo fonograficzne Tonpress wydało singel z piosenkami Dotykiem chcę dziś poznać wszystko (muz. Jerzy Suchocki, słowa R.M. Groński) i Odkąd ciebie z głowy mam (muz. R. Lewandowska, J. Suchocki, słowa: R.M. Groński). Planowany w tym czasie longplay wokalistki, który miał się ukazać nakładem Wifonu, nie został jednak wydany.
W 1980 r. zakończyła swoją karierę wokalną i wyjechała do USA, gdzie jako plastyczka i architektka wnętrz zajmowała się projektowaniem architektonicznym, projektowaniem zieleni, ilustracją.
16 października 2020 r. ukazał się tylko w formie płyty winylowej pierwszy album R. Lewandowskiej zatytułowany Dotyk, zawierający dziewięć utworów, które zarejestrowano w latach 1974–1978 w studiach nagraniowych Polskiego Radia. 4 listopada 2022 r. ukazała się reedycja longplaya Dotyk oraz premiera płyty kompaktowej z tym samym materiałem. 17 listopada 2022 r. album zadebiutował na 35. miejscu Oficjalnej listy sprzedaży płyt w Polsce – OLiS.